# Rotbauchtangare
Die Rotbauchtangare (Tangara velia) ist eine in Südamerika vorkommende Vogelart aus der Familie der Tangaren (Thraupidae).

## Merkmale
Die Rotbauchtangare erreicht eine Körperlänge von 12 bis 14 Zentimetern und ein Gewicht von 18,0 bis 23,0 Gramm. Im Gesamterscheinungsbild der Vögel überwiegen blaue Farbtöne. Einige Körperteile sind andersfarbig: Oberkopf, Nacken, Rücken und Kehlband sind schwarz, der Bauch ist rotbraun, der Bürzel gelbgrün. Beide Geschlechter unterscheiden sich farblich kaum. Die Weibchen zeigen etwas blassere Farben.

## Verbreitung, Unterarten und Lebensraum

Verbreitungsgebiet der Rotbauchtangare (grün)

Neben der im Hochland Guayanas vorkommenden Nominatform Tangara velia velia sind drei weitere Unterarten bekannt:
- Tangara velia cyanomelas (Wied, 1830), eine isolierte Population entlang der Ostküste Brasiliens von Pernambuco bis Rio de Janeiro
- Tangara velia iridina (Hartlaub, 1841), im Osten Kolumbiens, Ecuadors, Perus und Venezuelas, im Norden Boliviens und in den brasilianischen Bundesstaaten Amazonas, Rio Grande do Norte und Mato Grosso
- Tangara velia signata (Hellmayr, 1905), im Bundesstaat Pará.

Rotbauchtangare besiedeln bevorzugt feuchte Wälder und Várzea-Landschaften in Gebieten, die vom Flachland bis in eine Höhe von 1200 Metern reichen.

## Lebensweise
Die Vögel ernähren sich in erster Linie von Früchten, in geringem Maße auch von Gliederfüßern (Arthropoda). Früchte werden meist kopfabwärts gefressen. Vielfach wird die Nahrung in den Baumwipfeln gesucht. Die Rotbauchtangare leben paarweise oder in kleinen Gruppen, zuweilen auch in Gesellschaft mit anderen Tangaren-Arten. Bezüglich des Brutverhaltens gibt es nur sehr unvollständige Angaben.

## Gefährdung und Schutz
Die Rotbauchtangare ist in Schutzgebieten und Nationalparks nicht selten und wird demzufolge von der Weltnaturschutzorganisation IUCN als  „Least Concern = nicht gefährdet“ klassifiziert.
Bei der Unterart Tangara velia cyanomelas sind jedoch aufgrund der Urbarmachung von Waldgebieten bereits einige bisherige Lebensräume verloren gegangen.